# Cyclomia fidoniata
Cyclomia fidoniata là một loài bướm đêm trong họ Geometridae.